# 화합로 (울산)
화합로(Hwahap-ro)는 울산광역시 남구 여천동 여천오거리와 중구 복산동 중구청삼거리를 잇는 울산광역시의 도로이다.

## 연혁
- 2001년 3월 22일 : 여천오거리 ~ 학성교 ~ 중구청 5.16km 구간을 화합로로 명명하고 울산광역시도 71호선 부여[1]

## 주요 경유지
울산광역시
- 남구 (여천동 · 야음동 · 달동 · 삼산동) - 중구 (반구동 · 학성동 · 반구동 · 약사동 · 복산동)

## 노선
전 구간 울산광역시도 71호선에 속하므로 이에 대한 별도 표기는 생략한다.
| 이름                      | 접속 노선                                       | 소재지     | 소재지 | 비고               |
| ------------------------- | ----------------------------------------------- | ---------- | ------ | ------------------ |
| 여천오거리                | 울산광역시도 41호선 (산업로) 신화로 여천로      | 울산광역시 | 남구   |                    |
| 태화중학교 교차로         | 화합로71번길                                    | 울산광역시 | 남구   |                    |
| 여천2교                   |                                                 | 울산광역시 | 남구   |                    |
| 여천2교사거리             | 꽃대나리로                                      | 울산광역시 | 남구   |                    |
| 울산보호관찰소입구 교차로 | 화합로111번길 화합로112번길                     | 울산광역시 | 남구   |                    |
| 시외버스삼거리            | 갈밭로 화합로125번길                            | 울산광역시 | 남구   |                    |
| 고속버스삼거리            | 달삼로                                          | 울산광역시 | 남구   |                    |
| 터미널사거리              | 울산광역시도 40호선 (삼산로)                    | 울산광역시 | 남구   |                    |
| 보람병원입구 교차로       | 삼산중로100번길 화합로194번길                   | 울산광역시 | 남구   |                    |
| 중리사거리                | 돋질로                                          | 울산광역시 | 남구   |                    |
| (학성강남지하차도)        | 울산광역시도 50호선 (강남로)                    | 울산광역시 | 남구   | 양방향 좌회전 불가 |
| 학성교                    |                                                 | 울산광역시 | 남구   |                    |
| 중구                      |                                                 | 울산광역시 |        |                    |
| 학성교북 교차로           | 울산광역시도 60호선 (강북로)                    | 울산광역시 |        |                    |
| 학성교입구사거리          | 내황4길 학성공원4길                             | 울산광역시 |        |                    |
| 중앙여고입구 교차로       | 반구로                                          | 울산광역시 |        |                    |
| 반구삼거리                | 반구정11길 학성공원길                           | 울산광역시 |        |                    |
| 반구사거리                | 울산광역시도 70호선 (염포로) 가구거리           | 울산광역시 |        |                    |
| 구철길사거리              | 구교로                                          | 울산광역시 |        |                    |
| 새창아파트앞 교차로       | 구교1길 서원8길                                 | 울산광역시 |        |                    |
| 중울산새마을금고 교차로   | 구교4길 서원6길                                 | 울산광역시 |        |                    |
| 울산여중입구 교차로       | 구교6길 서원5길                                 | 울산광역시 |        |                    |
| 복산사거리                | 울산광역시도 61호선 (번영로)                    | 울산광역시 |        |                    |
| 새운파래스입구 교차로     | 도화골길                                        | 울산광역시 |        |                    |
| 중구청삼거리              | 국도 제7호선 울산광역시도 21호선 (북부순환도로) | 울산광역시 |        |                    |

## 주요 건물 및 시설
- 울산고용복지플러스센터 (울산광역시 남구 화합로 106)
- 마더스병원 (울산광역시 남구 화합로 107)
- 울산시외버스터미널 (울산광역시 남구 화합로 133)
- 업스퀘어 (울산광역시 남구 화합로 185)
- 울산H병원 (울산광역시 중구 화합로 363)
- 울산반구동우체국 (울산광역시 중구 화합로 414)
- 무룡중학교 (울산광역시 중구 화합로 456)
- 복산2동행정복지센터 (울산광역시 중구 화합로 465)
- 학성여자고등학교 (울산광역시 중구 화합로 466)
- 약사초등학교 (울산광역시 중구 화합로 478)